# Japonvar
Japonvar – miasto i gmina w Brazylii, w stanie Minas Gerais.